# Вулиця Скульптора Олішкевича (Житомир)
Вулиця Скульптора Олішкевича — вулиця Житомира, названа на честь українського скульптора та каменяра Генріха Олішкевича, котрий проживав на цій вулиці.

## Розташування
Розташована на Мальованці, на теренах Закам'янки.

## Історія
Траса вулиці сформувалася на початку ХХ століття відповідно до запроєктованої конфігурації генеральним планом міста середини ХІХ століття, яким передбачалася радіально-кільцева структура вулиць. Станом на початок ХХ століття сформувалася вагома частка забудови вулиці. Перша назва вулиці, відома з кінця ХІХ століття — Антонівська.
Станом на 1915 рік, Антонівська вулиця у передмісті Закам'янка.
Назва вулиці з середини ХХ століття — Пролетарська вулиця. Відповідно до розпорядження Житомирського міського голови від 19 лютого 2016 року № 112 «Про перейменування топонімічних об'єктів та демонтаж пам'ятних знаків у м. Житомирі», перейменована на вулицю Скульптора Олішкевича